# Johnny Kerr
Johnny Kerr (Chicago, 17 de juliol de 1932 - Chicago, 26 de febrer de 2009) va ser un jugador i entrenador de bàsquet americà. Va jugar a l'NBA del 1954 fins al 1966. Posteriorment va ocupar el lloc d'entrenador i administratiu quan va finalitzar les funcions de ser jugador. L’any 1970 va començar una carrera de més de 30 anys com a comentarista de televisió dels Chicago Bulls. També va ser tècnic dels Chicago Bulls i Phoenix Suns, que són equips de l'NBA.

## Carrera esportiva

### Carrera com a jugador professional
La seva passió era el futbol, però a mesura que va començar a créixer era massa alt i es va decantar pel bàsquet. Era un jugador molt alt, media 2,05. Va començar a jugar a bàsquet amb el seu col·legi i en els partits sempre era el MVP (millor jugador del partit). Més tard va anar a la Universitat d'Illinois, on va fer uns resultats molt bons, el 1299 en només 3 anys, tenia una mitjana de 18 punts per partit. En el començament de la seva carrera Universitaria ell jugava com a P (pivot). Després d'uns anys d’esforçar-se molt va se escollit en la sisena posició del draft. I escollit per els All Stars (1956, 1959, 1963) de l'NBA.
A principis de la seva carrera esportiva a l'NBA com que es va trobar jugadors mes alts va jugar com AP (aler-pivot). Era molt eficaç dins de la zona, rebotejador i anotador. Amb l'esforç i el sacrifici va ser seleccionat per els Chicago Bulls i final ment pels Phoenix Suns.

### Carrera com a entrenador
Va rebre el premi del millor entrenador de la temporada de l'NBA el 1962-1963. El premi era el trofeu Red Auerbach, en honor del mític entrenador dels Boston Celtics, que va guanyar el mateix premi l’any 1965.
Any rere any s'ha anat entregant el trofeu a entrenadors d'equips guanyadors i que han arribat a la fi l'èxit més enllà de la temporada regular, però hi va haver un any en què no va ser així.
Ell podia ser molt bo com entrenador i ensenyar moltes coses al seu equip, però a l’hora de jugar un partit el perdien no perquè ell fos dolent sinó perquè potser l'equip no estava al nivell del rival.

## Estadístiques de la carrera a l’NBA
| Temp    | EQU | PJ  | PI  | MIN  | PT   | REB  | TP  | AS  | TC   | T3  | TL   | BR  | BP  | FC  | EF   |
| ------- | --- | --- | --- | ---- | ---- | ---- | --- | --- | ---- | --- | ---- | --- | --- | --- | ---- |
| 1954-55 | SYR | 72  | - - | 21,1 | 10,5 | 6,6  | - - | 1,1 | 41,9 | - - | 68,2 | - - | - - | 2,3 | 11,4 |
| 1955-56 | SYR | 72  | - - | 29,4 | 13,3 | 8,4  | - - | 1,2 | 40,3 | - - | 65,5 | - - | - - | 2,3 | 13,7 |
| 1956-57 | SYR | 72  | - - | 30,4 | 12,4 | 11,2 | - - | 1,3 | 40,3 | - - | 71,9 | - - | - - | 2,6 | 16,8 |
| 1957-58 | SYR | 72  | - - | 33,1 | 15,2 | 13,4 | - - | 1,2 | 39,9 | - - | 66,4 | - - | - - | 2,7 | 19,3 |
| 1958-59 | SYR | 72  | - - | 37,1 | 17,8 | 14,0 | - - | 2,0 | 44,1 | - - | 76,6 | - - | - - | 2,5 | 23,8 |
| 1959-60 | SYR | 75  | - - | 31,6 | 14,7 | 12,2 | - - | 2,2 | 39,2 | - - | 75,2 | - - | - - | 2,8 | 19,1 |
| 1960-61 | SYR | 79  | - - | 33,9 | 13,4 | 12,0 | - - | 2,5 | 39,7 | - - | 72,9 | - - | - - | 2,9 | 18,8 |
| 1961-62 | SYR | 80  | - - | 34,6 | 16,3 | 14,7 | - - | 3,0 | 44,3 | - - | 73,5 | - - | - - | 3,4 | 24,6 |
| 1962-63 | SYR | 80  | - - | 32,0 | 15,7 | 13,0 | - - | 2,7 | 47,4 | - - | 75,3 | - - | - - | 2,6 | 23,3 |
| 1963-64 | PHI | 80  | - - | 36,7 | 16,8 | 12,7 | - - | 3,4 | 42,9 | - - | 75,1 | - - | - - | 2,3 | 22,9 |
| 1964-65 | PHI | 80  | - - | 22,6 | 8,2  | 6,9  | - - | 2,5 | 37,0 | - - | 69,6 | - - | - - | 1,7 | 11,2 |
| 1965-66 | BAL | 71  | - - | 24,9 | 11,0 | 8,3  | - - | 3,2 | 41,3 | - - | 76,8 | - - | - - | 2,1 | 15,8 |
| Total   |     | 905 | 0   | 30,7 | 13,8 | 11,2 | - - | 2,2 | 41,8 | - - | 72,3 | - - | - - | 2,5 | 18,5 |

| Temp    | EQU | PJ | PI  | MIN  | PT   | REB  | TP  | AS  | TC   | T3  | TL   | BR  | BP  | FC  | EF   |
| ------- | --- | -- | --- | ---- | ---- | ---- | --- | --- | ---- | --- | ---- | --- | --- | --- | ---- |
| 1954-55 | SYR | 11 | - - | 33,0 | 13,8 | 10,7 | - - | 1,2 | 39,1 | - - | 55,7 | - - | - - | 2,5 | 14,9 |
| 1955-56 | SYR | 8  | - - | 26,6 | 11,1 | 8,5  | - - | 1,3 | 48,1 | - - | 45,5 | - - | - - | 2,9 | 13,6 |
| 1956-57 | SYR | 5  | - - | 32,4 | 15,2 | 13,8 | - - | 1,2 | 43,1 | - - | 69,0 | - - | - - | 1,4 | 21,0 |
| 1957-58 | SYR | 3  | - - | 38,7 | 16,7 | 20,3 | - - | 1,0 | 32,7 | - - | 77,8 | - - | - - | 1,7 | 24,3 |
| 1958-59 | SYR | 9  | - - | 34,7 | 14,4 | 12,0 | - - | 2,7 | 35,2 | - - | 90,9 | - - | - - | 2,2 | 18,6 |
| 1959-60 | SYR | 3  | - - | 34,7 | 13,7 | 8,3  | - - | 3,0 | 29,4 | - - | 91,7 | - - | - - | 3,0 | 12,7 |
| 1960-61 | SYR | 8  | - - | 26,3 | 9,5  | 12,4 | - - | 2,5 | 34,1 | - - | 69,6 | - - | - - | 2,3 | 16,3 |
| 1961-62 | SYR | 5  | - - | 38,6 | 17,6 | 16,0 | - - | 2,0 | 37,6 | - - | 75,0 | - - | - - | 3,0 | 21,6 |
| 1962-63 | SYR | 5  | - - | 37,4 | 13,6 | 15,0 | - - | 1,8 | 43,3 | - - | 76,2 | - - | - - | 2,4 | 22,6 |
| 1963-64 | PHI | 5  | - - | 37,0 | 19,0 | 13,8 | - - | 3,2 | 48,2 | - - | 75,0 | - - | - - | 2,4 | 26,4 |
| 1964-65 | PHI | 11 | - - | 16,5 | 5,7  | 3,5  | - - | 2,5 | 35,8 | - - | 71,4 | - - | - - | 1,8 | 7,3  |
| 1965-66 | BAL | 3  | - - | 16,3 | 1,7  | 5,7  | - - | 1,3 | 18,2 | - - | 50,0 | - - | - - | 1,7 | 5,3  |
| Total   |     | 76 | 0   | 29,9 | 12,3 | 10,9 | - - | 2,0 | 38,6 | - - | 68,7 | - - | - - | 2,3 | 16,3 |

## Mort
Va morir en 76 anys. Segons el portaveu dels Bulls a casa seva després d'haver lluitat molts anys pel càncer de pròstata.